# Bons Ventos Sempre Chegam
Bons Ventos Sempre Chegam é o quinto da cronologia de álbuns e quarto álbum de estúdio da cantora Luiza Possi, que vem com 13 canções inéditas- seis delas assinadas pela própria artista, a maioria em parceria com Dudu Falcão, incluindo "Tudo Certo", sucesso nas rádios de todo o País e regravação da cantora Thaeme Mariôto, vencedora do Ídolos 2007. Outro destaque do disco é sua música de abertura, "Vou Adiante", uma versão de Chico César para a letra do cantor africano Lokua Kanza, além de "Pode me Dar", inédita de Lula Queiroga; "Ao meu Redor", parceria de Samuel Rosa e Chico Amaral; e "Agora é Tarde", de Moska. Max Viana assina a produção artística do CD. Cogita-se que o álbum vendeu mais de 40 mil cópias.

## Release
Desde sempre o vento é mensageiro. Levou os poemas de amor do louco Majnun na lenda persa,  faz cantigas no alto do coqueiral em Caymmi, balança a rede sem ninguém dentro no poema de Paulo Leminski. Nesse novo trabalho de Luiza Possi o vento inspira canções e traz o seu próprio recado. Ela assina seis das treze faixas do cd “Bons Ventos Sempre Chegam”.
Luiza Possi nasceu em berço forjado por cultura e arte e saiu aos seus não só no talento como na busca por um caminho pessoal, uma marca particular. Jovem veterana de palcos e coxias ela agora se firma no ofício da composição e traz com assumido acento autobiográfico sua vida nas canções. Ela se mostra sentimental, delicada, decidida, menina, mulher. Faz homenagem e referência as suas musas: a música (com a linda “Cantar” de Godofredo Guedes) e a mãe (com “Minha Mãe”, uma mistura de ciranda e samba de roda, mas tudo sempre pop). E as duas conversam e se completam. Luiza também escolheu seu repertório entre os contemporâneos e firmou parceria com Dudu Falcão, um nome que já é referência de qualidade na canção popular. Foram mais de 15 músicas em 6 meses, uma parceria frutífera que acabou dando a partida no processo de fazer o novo disco.
Juntos, Luiza e Dudu Falcão assinam 5 canções e numa delas, “Paisagem”, dividem o estúdio. Luiza ao piano e Dudu ao violão num belo arranjo algo romântico, barroco e de muito bom gosto para esses dois instrumentos e um naipe de cordas. Na letra, referências à efemeridade da vida e dos amores. Uma boa parceria é coisa preciosa.
E temos outros pilares fundamentais para a sua mais perfeita tradução: Max Viana dentro do estúdio, na produção, nas guitarras, velho amigo e cúmplice de geração; o talentosíssimo Sacha Amback nos arranjos, teclados e na escolha de repertório – foi ele quem trouxe Mylene com sua “Pipoca Contemporânea” e uma inédita de Moska, “Agora Já é Tarde”- certamente um compositor importante para Luiza. Samuel Rosa e Chico Amaral mandaram de presente “Ao Meu Redor” que tem uma deliciosa pegada Roberto/Erasmo.
Lula Queiroga, o pernambucano letrado, inventivo, parceiro de Lenine entre outros feras, assina “Pode me Dar”, uma ponte aérea melancólica mas com levada de guitarra, bateria e harmônica com carinha de Steve Wonder.
Chico César entra com uma versão feita especialmente para Luiza para “Vou Adiante”, de Lokua Kanza. Uma canção linda que conta com Marcos Suzano na percussão e com violão e voz de Lokua. Chique é pouco. Não é por acaso que ela abre o disco com um vento tão bom, a letra é a cara de Luiza e de seu momento artístico e pessoal.
Luiza diz que começou a compor ainda muito menina e que foi por um baião apreciado pelos colegas de escola que começou a cantar. Muito bem formada, toca piano, compõe ao violão e se aventura sozinha nas letras depois de ter experimentado textos que já saíam com melodia. É só dela, por exemplo, “Queixo Caído”, uma boa balada com pegada pop de onde saiu a frase que dá nome ao disco: “Bons Ventos Sempre Chegam”.
E são os ventos da liberdade que sopram na sua direção nesse momento. Ela fala do que é puro e sincero e eu me lembro de Lulu Santos cantando Tempos Modernos. Taí a vida melhor do futuro. Taí a nova ordem dentro do que é fazer música hoje. São tantas as possibilidades e já não dá mais para enganar ninguém. Luiza faz a diferença e deixa sua marca justamente porque aposta nisso. Na sua história.
Esse grande país de cantoras continua dando flor, cada vez mais bonitas e interessantes. E o vento traz esse cheiro bom.

## Singles & Canções Notáveis
- O primeiro single desse álbum, "Eu Espero", estourou nas rádios do Brasil antes mesmo do lançamento do CD, o clipe da música ficou em primeiro lugar entre os mais votados do site da MTV. Na parada na TV, o vídeo chegou a alcançar o posto de terceiro lugar do programa MTV Music.
- A segunda música de trabalho do álbum "Tudo Certo" foi lançado em maio de 2009 e foi um sucesso moderado nas rádios do Brasil. A canção não possui um videoclipe como forma de divulgação. "Tudo Certo" é uma regravação do 2º CD Single da cantora Thaeme Mariôto vencedora do Ídolos 2 exibido pelo SBT, a canção foi incluída no álbum de Thaeme de mesmo nome Tudo Certo.
- A canção "Vou Adiante ganhou um videoclipe na história de Chapeuzinho Vermelho ao Contrário lançado em setembro de 2009 e foi lançada como 3º single do álbum em janeiro de 2010.
- O quarto single do álbum foi decidido pelos fãs no site oficial de Luiza. A canção foi lançada em abril 2010 e a enquete ficou aberta até janeiro. A canção vencedora foi a última faixa do dico "Paisagem".[2]

## Recepção
| Críticas profissionais | Críticas profissionais |
| Avaliações da crítica  | Avaliações da crítica  |
| Fonte                  | Avaliação              |
| ---------------------- | ---------------------- |
| O Globo                | [ 3 ]                  |
| Canal Pop              | [ 4 ]                  |

O álbum recebeu muitas criticas positivas, sendo considerado um dos seus melhores álbuns até agora.
Maurício Kenzil do Canal Pop deu ao álbum  (4 estrelas de 5) e disse:
" Produzido inteligentemente por Max Vianna (filho de Djavan) que concretizou o direcionamento desejado por Luiza (algo “delicado e acústico”), o trabalho traz uma artista madura, que embora dê voltas em torno do pop radiofônico, evita pasteurizar seu som por completo.
Destaques para “Vou Adiante”, originalmente gravada por Lokua Kanza, que inclusive participa desta releitura feita por Chico César, “Cantar” e “Minha Mãe”. Alguns poucos equívocos não prejudicam o resultado final: é o caso de “Ao Meu Redor”, parceria de Samuel Rosa e Chico Amaral, de quem sempre se espera bastante.
“Bons Ventos Sempre Chegam” é um ótimo álbum de uma cantora que parece depender apenas do tempo para se tornar, assim como sua mãe, um das principais vozes da música brasileira".

## Faixas
| N.º            | Título                                            | Compositor(es)                                     | Duração  |  |
| 1.             | "Vou Adiante" (com a participação de Lokua Kanza) | Lokua Kanza, Frederique Alie / Versão: Chico César | 3:04     |  |
| 2.             | "Tudo Certo"                                      | Dudu Falcão                                        | 4:28     |  |
| 3.             | "Queixo Caído"                                    | Luiza Possi                                        | 3:46     |  |
| 4.             | "Toda Vez"                                        | Luiza Possi, Dudu Falcão                           | 3:01     |  |
| 5.             | "Eu Espero"                                       | Luiza Possi, Dudu Falcão                           | 4:20     |  |
| 6.             | "Pode Me Dar"                                     | Lula Queiroga                                      | 3:11     |  |
| 7.             | "Cantar"                                          | Godofredo Guedes                                   | 2:58     |  |
| 8.             | "Minha Mãe"                                       | Luiza Possi, Dudu Falcão                           | 4:37     |  |
| 9.             | "Pipoca Contemporânea"                            | Mylene Areal, Fernando Nunes                       | 3:54     |  |
| 10.            | "Agora Já é Tarde"                                | Moska                                              | 3:23     |  |
| 11.            | "Ao Meu Redor"                                    | Samuel Rosa, Chico Amaral                          | 3:56     |  |
| 12.            | "De Graça"                                        | Luiza Possi, Dudu Falcão                           | 3:53     |  |
| 13.            | "Paisagem"                                        | Luiza Possi, Dudu Falcão                           | 3:50     |  |
| Duração total: | Duração total:                                    | Duração total:                                     | 48min21s |  |